# Tívoli (pel·lícula)
Tívoli és una pel·lícula mexicana de 1975 dirigida per Alberto Isaac i protagonitzada per Alfonso Arau, Pancho Córdova, Lyn May i Carmen Salines. Basada en la història real dels últims dies de Tívoli, un teatre de revista que va tenir el seu apogeu en la dècada de 1940 i principis de la dècada de 1950 a la Ciutat de Mèxic, la pel·lícula aspira a evocar, de manera nostàlgica i humorística, l'atmosfera de l'animada vida nocturna d'aquest període. La trama principal de la pel·lícula conta com un pla per a derrocar el teatre per part de polítics, funcionaris de la ciutat i promotors immobiliaris es troba amb la resistència dels artistes.

## Argument
L'amo del Teatro Tívoli, Jesús Quijano "Quijanito", interpretat per Pancho Córdova, i un grup d'actors d'aquest lloc, s'enfronten contra un sistema governamental omnipoderoso que ha decidit demolir aquest Teatre i fan fallits esforços per a evitar el que finalment resulta inevitable, això és, la demolició de l'edifici.
Retrata també la sòrdida burocràcia que encara avui preval, palpable en l'escena on a Pancho Córdova, Mario García "Harapos", Carmen Salinas i altres actors, els fan caminar per una interminable sèrie de passadissos i corredors, per a finalment, en traspassar l'última de les portes, anar a donar al carrer, sense que ningú hagi escoltat les seves peticions, això si, prèviament al fet que l'"Enginyer Reginaldo" Ernesto Gómez Cruz hagi decidit separar per si, a Lyn May, en el seu paper de "Eva Candela".
És notable l'actuació de Héctor Ortega, en el seu paper del "Llicenciat Pantoja" o "El Cacomixtle", que en el seu paper de coiot, defrauda a aquest grup de desesperats actors i que finalment acaba aliat amb els funcionaris encarregats de la demolició del Teatre.
Un punt que ha de destacar-se és l'actuació d'Alfonso Arau en el seu paper del "Tiliches", qui decideix elevar la seva queixa per Televisió i qui és censurat i tirat del seu programa televisiu.
És també digne d'esmentar la impunitat amb què aquests personatges s'exercien, per exemple, l'assassinat de l'homosexual en mans de "El Creaturon", per una brutal pallissa en una casa de cites, on estaven reunits embriagant-se, drogant-se, els poderosos polítics del moment històric en què es contextualitza la cinta.
La censura, la burocràcia, la corrupció, els abusos del poder, són elements que es retraten puntualment en la cinta, com a fidel reflex de la realitat i que prevalen fins als nostres dies i per això la pel·lícula lluny de perdre actualitat, es renova diàriament.

## Repartiment
- Pancho Córdova: (Jesús Quijano, Quijanito)
- Alfonso Aráu: (Tiliches)
- Héctor Ortega: (Licenciado Pantoja, El Cacomixtle)
- Carmen Salinas: (Chapas)
- Lyn May: (Eva Candela)
- Ernesto Gómez Cruz: (Ingeniero Reginaldo)
- Dámaso Pérez Prado: (Dámaso Pérez Prado)
- Mario García "Harapos: (Harapos)
- Willy Wilhelmi: (Willy)
- Don Facundo: (Don Facundo)
- Gerardo Cepeda: (El Creaturón)
- Dorotea Guerra: (Lili)
- Gina Moret: (Lili Manila),
- Nathanael León "Frankenstein": (Sobera)
- Dai-won Moon: "Chi"